# Salomon de Bédarrides
Salomon de Bédarrides (1340-1404) est un banquier et entrepreneur juif Provençal ayant fait fortune à Marseille à la fin du XIVe siècle.

## Biographie
Il est l'un des plus gros prêteurs de la seconde moitié du XIVe siècle à Marseille. On peut estimer le capital moyen investi par jour par Salomon de Bédarrides au cours de la période 1389-1395 à 10 florins et demi, soit plus de 3 800 florins au total. Il a octroyé 256 prêts d’une valeur moyenne de plus de 400 sous. Il est en outre propriétaire d'une centaine de chèvres. 
Sa sœur Ginetan, mariée à Cregut Profach, a vraisemblablement été la juive la plus active de son temps Avec son beau-frère, Salomon assume les plus hautes responsabilités à la tête de la communauté. Ils sont membres de l’Assemblée des Juifs, où ils sont élus plusieurs fois syndics, c’est-à-dire responsables de la collecte de la taille des juifs.
Son frère, Astruguet de Bédarrides, contracte onze emprunts représentant la somme colossale de près de 700 florins, 12 francs d’or et 17 écus d’or. Dans la seconde moitié du XIVe siècle, les deux frères jouent le rôle d’intermédiaires tant pour la famille Vivaud et leurs alliés les Solières, que pour les Monteils de la faction rivale des Jérusalem.